# Heinrich Rohmann
Heinrich Friedrich Otto Rohmann (* 20. Dezember 1853 in Gera; † 8. Juli 1942 ebenda) war ein deutscher Politiker (SPD).

## Familie
Rohmann war der Sohn des Lehrers Johann Gottlieb Rohmann aus Eilenburg und dessen Ehefrau Auguste Amalie geborene Treuner. Er war evangelisch-lutherisch und heiratete am 1. September 1885 in Schleiz in erster Ehe Marie Luise Milzer (* 2. Oktober 1857 in Schleiz; † 17. November 1901 in Gera), die Tochter des Hofgerbers Carl Heinrich Milzer in Pößneck. Am 13. Juni 1903 heiratete er in zweiter Ehe in Gera die Plätterin Marie Pauline Blechschmidt verw. Heinhardt (30. November 1862 in Schleiz; † 23. November 1841 in Gera), die Tochter des Schumachermeisters August Blechschmidt in Schleiz.
Rohmann besuchte 1859 bis 1862 die Bürgerschule in Gera und dann bis 1867 das Rutheneum in Gera. Aufgrund des Todes des Vaters 1865 konnte er den angestrebten Berufswunsch Lehrer zu werden, nicht umsetzten. 1867 machte er eine Schlosserlehre und war anschließend auf Wanderung in Deutschland. 1873 bis 1876 leistete er Militärdienst beim Garde-Füsilier-Regiment in Berlin. Danach setzte er die Wanderung bis 1880 fort und war dann 1880 bis 1885 Schlosser in Gera. 1885 bis 1907 war er als Inhaber eines Materialwarengeschäftes mit Restaurant selbstständig.

## Politik
Er engagierte ich seit 1873 politisch und war dann Mitglied der SPD. Ab 1899 mit Unterbrechungen bis zum 4. April 1919 war er Mitglied im Gemeinderat von Gera. 1911 bis 1914 war er Gemeinderatsvorsitzender. Am 26. April 1912 wurde er zum unbesoldeten Stadtrat gewählt. Das fürstliche Ministerium verweigerte aber aufgrund seiner SPD-Mitgliedschaft die Bestätigung. Am 10. November 1918 wurde er während der Novemberrevolution von Arbeiter- und Soldatenrat zum unbesoldeten Stadtrat ernannt. Dort hatte er die Sonderstellung quasi als Regierungskommissar eine Aufsichtsfunktion auszuüben. Nach der Neuwahl des Gemeinderates wählte dieser ihn am 4. April 1919 zum unbesoldeten Stadtrat. Er blieb bis 1922 in dieser Funktion.
Vom 29. Januar 1911 bis zum 27. November 1913 war er Abgeordneter im Landtag Reuß jüngerer Linie.